# 残酷の沼
残酷の沼（ざんこくのぬま、en:Torture Garden)は1967年のイギリスのオムニバス形式のホラー映画。
監督フレディ・フランシス。出演バージェス・メレディス、ジャック・パランス、マイケル・リッパー、ビバリー・アダムス、ピーター・カッシング、モーリス・デナム、アーシュラ・ハウエルズ、マイケル・ブライアント、バーバラ・ユーイング。作曲はハマー・フィルムの常連であるジェイムズ・バーナード、ドン・バンクス。

## あらすじ
プロローグ
5人の男女が、ディアボロ博士の見世物小屋を訪れ、ディアボロ博士に運命を見せてもらう。
Enoch
色男は死にかけの親類の金を狙う。やがて、彼は猫の悪夢に悩まされることになった。
Terror Over Hollywood
ハリウッドを拠点とする女優カーラは周囲の人々を利用してスターダムに上り詰めようとするが、彼女が対抗心を燃やしていた相手が人形に過ぎなかったことが判明する。
Mr. Steinway
女性記者はインタビュー相手のピアニストと親しくなる。ところが、彼と苦楽を共にしたベヒシュタイン製ピアノ・エウテルペーは、嫉妬心から記者を殺害する。
The Man Who Collected Poe
ポーの収集家であるロナルドは、同業者のカニングに対抗心を抱いていた。ある日、カニングの家に招かれたロナルドは、開かずの間を見たいがあまり、カニングを殺害してカギを奪う。開かずの間にはポーのミイラが執筆をしていた。
エピローグ
5人のうちの一人であるゴードンと無理やり見せようとした博士との間でもみ合いになり、アトロポス像の持っていたハサミで刺す。もっとも博士とゴードンは共謀しており、これまでのことは嘘だった。2人でたたえ合う中、ロナルドはほかの客のようにその場から逃げなかった。ロナルドと博士は会話を交わし、別れ際に博士から煙草をもらう。ロナルドが居なくなった後、博士はハサミをもとに戻し、自分が悪魔であることを明かす。

## キャスト
| 役名        | 俳優                   | 日本語吹替                     |
| 役名        | 俳優                   | NETテレビ版                    |
| ----------- | ---------------------- | ------------------------------ |
| コリン      | マイケル・ブライアント | 西沢利明                       |
| ワイアット  | ジャック・パランス     | 小林清志                       |
| ディアボロ  | バージェス・メレディス | 高塔正康                       |
| カール      | ビバリー・アダムス     | 浅井淑子                       |
| カニング    | ピーター・カッシング   | 千葉耕市                       |
| レオ        | ジョン・スタンディング | 富山敬                         |
| ゴードン    | マイケル・リッパ―      | 藤本譲                         |
| ドロシー    | バーバラ・ユーイング   | 富田千代美                     |
| ポー        | ヘッジャー・ウォーレス | 中島河太郎                     |
| 不明 その他 |                        | 今西正男 上田敏也              |
|             |                        |                                |
| 演出        | 演出                   | 春日正伸                       |
| 翻訳        | 翻訳                   | 入江敦子                       |
| 効果        | 効果                   | PAG                            |
| 調整        |                        |                                |
| 制作        | 制作                   | グロービジョン                 |
| 解説        | 解説                   | 児玉清                         |
| 初回放送    | 初回放送               | 1977年1月29日 『土曜映画劇場』 |